# Longing for Tomorrow
Longing for Tomorrow war eine Post-Hardcore-/Screamo-Band aus Aachen und Übach-Palenberg.

## Geschichte
Die Ende 2003 in Aachen gegründete Band brachte im Jahr 2006 gleich zwei Alben heraus. Im März erschien mit Structure from Clutter das Debütalbum und etwa sieben Monate später das Nachfolgewerk Beauty for the Blinded Eyes. Im Herbst 2009 hörte Chris Hell auf und somit wurde die Band nur noch zu dritt weitergeführt.
Im März 2009 folgte die CD Idee:Mensch, auf der erstmals ausschließlich deutschsprachige Texte zu finden sind.
Longing for Tomorrow spielte als Vorband schon für international erfolgreiche Bands wie Saosin, Aiden, Ignite und deutsche Gruppen wie andorra~atkins, Fire in the Attic, Thoughts Paint the Sky sowie Distance in Embrace.
Am 28. September 2011 erklärte die Band, dass sie sich zumindest vorübergehend auflöst.
Am 2. Oktober 2011 spielte die Band im Talbahnhof in Eschweiler ihr letztes Deutschlandkonzert. Sänger David Frings war bzw. ist mittlerweile bei den Post-Hardcore-Bands Kosslowski (Gesang, Gitarre), Nora Yeux (Gesang), Fjørt (Bass, Begleitgesang) und Adam Angst (Gitarre) aktiv.

## Stil
Stilistisch orientiert sich die Band am Post-Hardcore-Sound mit poppigeren Melodien und straighteren harmonischeren Teilen, wie er von Gruppen wie Alexisonfire oder Thrice gespielt wird.
Zum anderen orientiert sich der Sound teilweise auch am typischen härteren Emo-Sound. Verspieltere, monotone und etwas weggetretene Parts treffen auf – teilweise langes – äußerst brachiales Geschrei, unterlegt von harten Gitarrenwänden. Ein Songaufbau ist hier nur sporadisch zu erkennen, die Songs wirken häufig chaotisch bis kakophonisch.

## Rezeption
Verglichen wird die Band sowohl mit Post-Hardcore-Bands wie Alexisonfire als auch mit diversen Bands aus der Screamo-Szene.
Das Label Unpopular Disclose Records beschreibt den Sound der Band wie folgt:

“This thunderstorm of aggressiveness, yearning and contemporaneous inner silence rumbles at every concert of this band with an average age of 21. Screamo combined with […] [Post-]hardcore-elements and songs that linger.”

## Diskografie
- 2006: Structure From Clutter (CD, Unpopular Disclose Records)
- 2006: Beauty for the Blinded Eyes (CD, Unpopular Disclose Records)
- 2009: Idee:Mensch (CD/LP. Unpopular Disclose Records)
- 2010: Split7Inch (7"-Split-Single mit Thoughts Paint the Sky, Uncommonwealth / dicker elvis records)
- 2011: Manisch Intensiv (CD)